# 50. (makedonska) divizija (NOVJ)
50. (makedonska) divizija je bila partizanska divizija, ki je delovala v sklopu NOV in POJ v Jugoslaviji med drugo svetovno vojno.
Ustanovljena je bila 17. septembra 1944 in razpuščena 6. decembra 1944.

## Sestava
september 1944
- 4. makedonska brigada
- 13. makedonska brigada
- 14. makedonska brigada